# Municipio de Liberty (condado de Mitchell)
El municipio de Liberty (en inglés: Liberty Township) es un municipio ubicado en el condado de Mitchell en el estado estadounidense de Iowa. En el año 2010 tenía una población de 231 habitantes y una densidad poblacional de 3,01 personas por km².

## Geografía
El municipio de Liberty se encuentra ubicado en las coordenadas 43°23′31″N 92°43′47″O / 43.39194, -92.72972. Según la Oficina del Censo de los Estados Unidos, el municipio tiene una superficie total de 76.67 km², de la cual 76,67 km² corresponden a tierra firme y (0 %) 0 km² es agua.

## Demografía
Según el censo de 2010, había 231 personas residiendo en el municipio de Liberty. La densidad de población era de 3,01 hab./km². De los 231 habitantes, el municipio de Liberty estaba compuesto por el 98,27 % blancos, el 1,73 % eran de otras razas. Del total de la población el 1,73 % eran hispanos o latinos de cualquier raza.